# Elio Zamuto
Elio Zamuto, pseudonimo di Elio Mazzamuto (Siracusa, 1º maggio 1941), è un attore, doppiatore e direttore del doppiaggio italiano.

## Biografia
Noto per aver dato la sua voce a Tom Selleck nella prima serie di Magnum, P.I. e Avventurieri ai confini del mondo, Silas Carson nel ruolo di Nute Gunray nella trilogia prequel di Guerre stellari, Steven Bauer in Scarface, Donald Sutherland in Dirty Sexy Money e James Caan in Le vie della violenza, si è distinto soprattutto nel doppiaggio di Apollo Creed nel primo Rocky. È inoltre stata la voce di Horst Tappert nella serie L'ispettore Derrick negli episodi dal 1984 al 1985. 

Come attore negli anni settanta ha preso parte al serial poliziesco Qui squadra mobile, impersonando il capo della Sezione rapine Alberto Argento; ha poi interpretato la parte del commissario Salimbeni nel film Agenzia Riccardo Finzi... praticamente detective di Bruno Corbucci; ha interpretato anche ruoli di malavitoso, tra gli altri, nei film: Napoli violenta e La banda del trucido; nel 1989 ha recitato nel film TV Senza scampo.
È stato anche nel cast dello sceneggiato televisivo del 1972 diretto da Daniele D'Anza Joe Petrosino.

## Filmografia

### Cinema
- Catherine, un solo impossibile amore (Catherine, il suffit d'un amour), regia di Bernard Borderie (1969)
- La violenza: quinto potere, regia di Florestano Vancini (1972)
- Torino nera, regia di Carlo Lizzani (1972)
- Il poliziotto è marcio, regia di Fernando Di Leo (1974)
- Il testimone deve tacere, regia di Giuseppe Rosati (1974)
- Prostituzione, regia di Rino Di Silvestro (1974)
- Il trafficone, regia di Bruno Corbucci (1974)
- ...A tutte le auto della polizia..., regia di Mario Caiano (1975)
- Perché si uccide un magistrato, regia di Damiano Damiani (1975)
- Milano violenta, regia di Mario Caiano (1976)
- La lupa mannara, regia di Rino Di Silvestro (1976)
- Napoli violenta, regia di Umberto Lenzi (1976)
- La banda del trucido, regia di Stelvio Massi (1977)
- Il mammasantissima, regia Alfonso Brescia (1979)
- L'infermiera nella corsia dei militari, regia di Mariano Laurenti (1979)
- Agenzia Riccardo Finzi... praticamente detective, regia di Bruno Corbucci (1979)

### Televisione
- Le inchieste del commissario Maigret, regia di Mario Landi – serie TV, episodio 1x02 (1965)
- Qui squadra mobile – serie TV (1973-1976)
- L'assassinio dei fratelli Rosselli, regia di Silvio Maestranzi – miniserie TV (1974)
- Diagnosi, regia di Mario Caiano – miniserie TV (1975)
- Gamma, regia di Salvatore Nocita – miniserie TV (1975)
- Tecnica di un colpo di stato: la marcia su Roma, regia di Silvio Maestranzi – miniserie TV (1978)
- La piovra 4, regia di Luigi Perelli – miniserie TV (1989)
- Classe di ferro – serie TV (1989)
- Senza scampo, regia di Paolo Poeti – miniserie TV (1990)
- Il giudice istruttore, regia di Florestano Vancini – miniserie TV, episodio 1x01 (1990)
- Camilla parlami d'amore – soap opera (1992-1994)
- Provincia segreta 2 – miniserie TV (2000)

## Doppiaggio

### Cinema
- R. Lee Ermey in Love Is a Gun - Amore mortale, Dead Man Walking - Condannato a morte, Willard il paranoico
- Silas Carson in Star Wars - Episodio I - La minaccia fantasma, Star Wars - Episodio II - L'attacco dei cloni, Star Wars - Episodio III - La vendetta dei Sith
- Tom Selleck in Avventurieri ai confini del mondo, Lassiter lo scassinatore, Killers
- James Caan in Coniglio, non scappare, Le vie della violenza
- Henry Silva in Il codice del silenzio, Ghost Dog - Il codice del samurai
- Paul Sorvino in Le avventure di Rocketeer, Traffico di diamanti
- Alex Rocco in Prova a incastrarmi - Find Me Guilty, Smokin' Aces
- Kenji Sahara in Matango il mostro
- Steven Bauer in Scarface
- Frank Minucci in Carlito's Way
- Donald Sutherland in Dirty Sexy Money
- Frank McRae in Sorvegliato speciale
- Brian Cox in Strictly Sinatra
- Carl Weathers in Rocky
- Abe Vigoda in Il padrino, Il padrino - Parte II
- Bruce A. Young in Basic Instinct
- Charles S. Dutton in The Express
- Stan Carp in Cose nostre - Malavita
- Morgan Freeman in Attacco al potere 2
- Mario Donatone in Il padrino - Parte III
- Salvatore Borgese in Zucchero, miele e peperoncino
- Corrado Gaipa in All'onorevole piacciono le donne
- Fausto Tozzi in Afyon - Oppio
- Gigi Angelillo, Gaetano Amato, Antonio Cantafora in Giovanni Falcone
- Katsumasa Uchida in Distruggete Kong! La Terra è in pericolo!
- Frank Langella in Dracula
- Terence Stamp in Superman
- Martin Sheen in La zona morta
- James Earl Jones in I migliori
- Danny Glover in Nonno scatenato
- Charlton Heston in I predatori della vena d'oro
- Steve Forrest in Donne amazzoni sulla Luna
- Roger Hill in I guerrieri della notte
- Glenn Ford in Smith, un cowboy per gli indiani
- David Carradine in Una magnum per McQuade
- Will Sampson in Il texano dagli occhi di ghiaccio
- Ian Bannen in Quel maledetto treno blindato
- Charles Cioffi in Il mio nome è Remo Williams
- James Millington in Darkman II - Il ritorno di Durant
- Ron Lombard in Sindrome cinese
- Kent Cheng in Ip Man 2
- Gérard Jugnot in La guerra dei bottoni
- F. Murray Abraham in Lilli e il vagabondo
- Salvatore Baccaro in  Squadra antigangsters

### Film TV e miniserie TV
- Keith Washington in Gesù di Nazareth
- Ian McShane in Marco Polo
- L'amante dell'Orsa Maggiore di Sergjusz Piasecki, regia di Anton Giulio Majano (1983) - sceneggiato TV
- Henry Fonda in Capitani e Re
- Bill Cobbs in La rabbia degli angeli
- Tony Curtis in Tarzan a Manhattan
- Yorgo Voyagis in Mamma Lucia
- Joseph Carrao in Joe Petrosino
- Dennis Farina in Gli strangolatori della collina
- James Brolin in Castle
- Jerry Lewis in Lotta per la vita
- Jean-Luc Bideau in Una donna spezzata

### Serie televisive
- Mike Pratt in Il mio amico fantasma
- Donald Sutherland in Una donna alla Casa Bianca, Dirty Sexy Money
- Danny Glover in Touch
- Tom Selleck in Magnum, P.I. (st. 1)
- Horst Tappert in L'ispettore Derrick (st. 6[2])
- Dennis Farina in Buddy Faro
- Robert Costanzo in NYPD - New York Police Department
- Bill Duke in I re della collina
- John Larroquette in The Practice - Professione avvocati
- Charles Cioffi in Kate McShane avvocato

### Telenovelas
- Milton Moraes in Fiore selvaggio
- Nestor Hugo Rivas in Povera Clara
- Jorge Garcia Bustamente in Carmin
- Jaime Lozano in María Mercedes

### Cartoni animati
- Statler in Muppet Show (ridoppiaggio 2021), A Muppets Christmas: Letters To Santa, Muppets Haunted Mansion - La casa stregata e The Muppets Mayhem Band
- Dottor Procton in Ufo Robot Goldrake ed. 1978 e 2005.
- Prof. Senjiro Shiba in Jeeg robot d’acciaio 1979
- Rajah Bianco/James Brooke in Sandokan - La tigre ruggisce ancora e Sandokan - Le due tigri

### Direttore del doppiaggio[3]

#### Serie televisive
Bonanza (1970-1974), Sesto senso, Magnum, P.I., 4 ragazzi x 1 computer, Bayside School, Bayside School: la nuova classe, Cinque in famiglia, California Dreams, I Finnerty, Even Stevens, Battlestar Galactica, Mamma detective, Black Donnellys, C'è sempre il sole a Philadelphia, Jack & Bobby, The Practice - Professione avvocati, I misteri di Shadow Island, Alphas, Defiance

#### Cinema
The Edge of Love, Beginners, Intrighi di potere, Safe

#### Film d'animazione
Barbie Raperonzolo, Barbie - La principessa e la povera, Barbie Fairytopia - Il regno delle fate, Barbie e la magia di Pegaso, Barbie Fairytopia - Mermaidia